# Hakim Ludin

Hakim Ludin in Saarbrücken (2013)

Hakim Ludin (* 6. Mai 1955 in Kabul) ist ein deutscher Perkussionist afghanischer Herkunft.

## Leben
In Afghanistan erhielt Ludin sechs Jahre Tabla-Unterricht. 1975 kam er nach Deutschland; er spielte mit der Avantgarde-Gruppe Sohra sowie in mehreren Jazz- und Rock-Formationen. Ab 1981 studierte er Schlagzeug und Perkussion (Abschluss als Diplom-Orchestermusiker) an der Hochschule für Musik Karlsruhe. Er arbeitete mit der hr-Bigband, Jeff Hamilton, Daniel Messina, Jonas Hellborg, Terry Bozzio, Alex Acuña und als Studiomusiker. Er veröffentlichte Lehrbücher über afro-kubanische und afro-brasilianische Rhythmen und tritt als Solo-Perkussionist auf.
Ludin spielt in folgenden Projekten: 
- bei Koinoor mit Dave King,
- dem  Global Jazz Trio,
- dem  World Percussion Trio,
- bei Planet Lounge,
- im Trio mit Patrick Bebelaar und Frank Kroll sowie
- im Duo Florian Meierott.

Mit Konstantin Wecker ging er auf Tournee, um das Album Am Flussufer (2005) vorzustellen. Im Jahr 2010 ging Ludin mit Hannes Wader, Konstantin Wecker, Nils Tuxen und Jo Barnikel auf die „Kein Ende in Sicht“-Tournee.

## Diskografie
- The Silk Road, 1996 (Bellaphon) mit Roland Schaeffer
- One World Percussion, 1996
- Peace for Kabul, mit Lenny MacDowell und Dhafer Youssef
- Electric Bolero, 2002, mit Christoph Spendel
- Nazim, 2005 mit Christoph Spendel
- Am Flussufer, 2005, mit Konstantin Wecker
- Am Flussufer Live in München, 2005
- Kein Ende in Sicht, 2010. Live-CD mit Hannes Wader, Konstantin Wecker, Nils Tuxen, Jo Barnikel